# Alfa Romeo 2000
Alfa Romeo 2000 (серия 102) — автомобиль, производившийся итальянской автомобильной компанией Alfa Romeo как преемник модели 1900.

## История
Первое появление модели было в 1957 году на Туринском Автосалоне. Автомобиль производился в двух вариациях: Berlina с 105 л. с. (77 кВт) и Spider с 115 л. с. (85 кВт), начиная с 1958 года. В 1960 году была добавлена версия Sprint. Двигатели были увеличенной версии от предыдущей 1900 четырёхцилиндровой версии и имел объём 1975 см³. Железный блок цилиндров и алюминиевая головка блока использовал только один карбюратор фирмы Solex и выдавал 105 л. с. (77 кВт) при 5300 об/мин в версии Berlina, а на версиях Sprint и Spider выдавал 115 л. с. (85 кВт) при 5900 об/мин, но уже двигатель имел два карбюратора по бокам фирмы Solex. В 2000 Berlina была коробка передач работающая с помощью переключения колонного типа, освобождая место для трёх человек на переднем диване. В версии Spider переключение передач было на полу и только с 1961 года, передний диван стал двухместным, когда версии 2+2 стали доступны.
Четырёхдверная Berlina производилась на своём собственном заводе Alfa Romeo, в то время как другие две версии разрабатывались и производились дизайнерскими компаниями: Carrozzeria Touring (Spider) и Gruppo Bertone (Sprint).
Было выпущено только 2,814 моделей Berlina, 3,443 моделей Spider и 704 модели Sprint. Они продавались по всем миру, но имели слишком высокую цену.
2000 была заменена шестицилиндровой Alfa Romeo 2600, производимой с 1961 года.

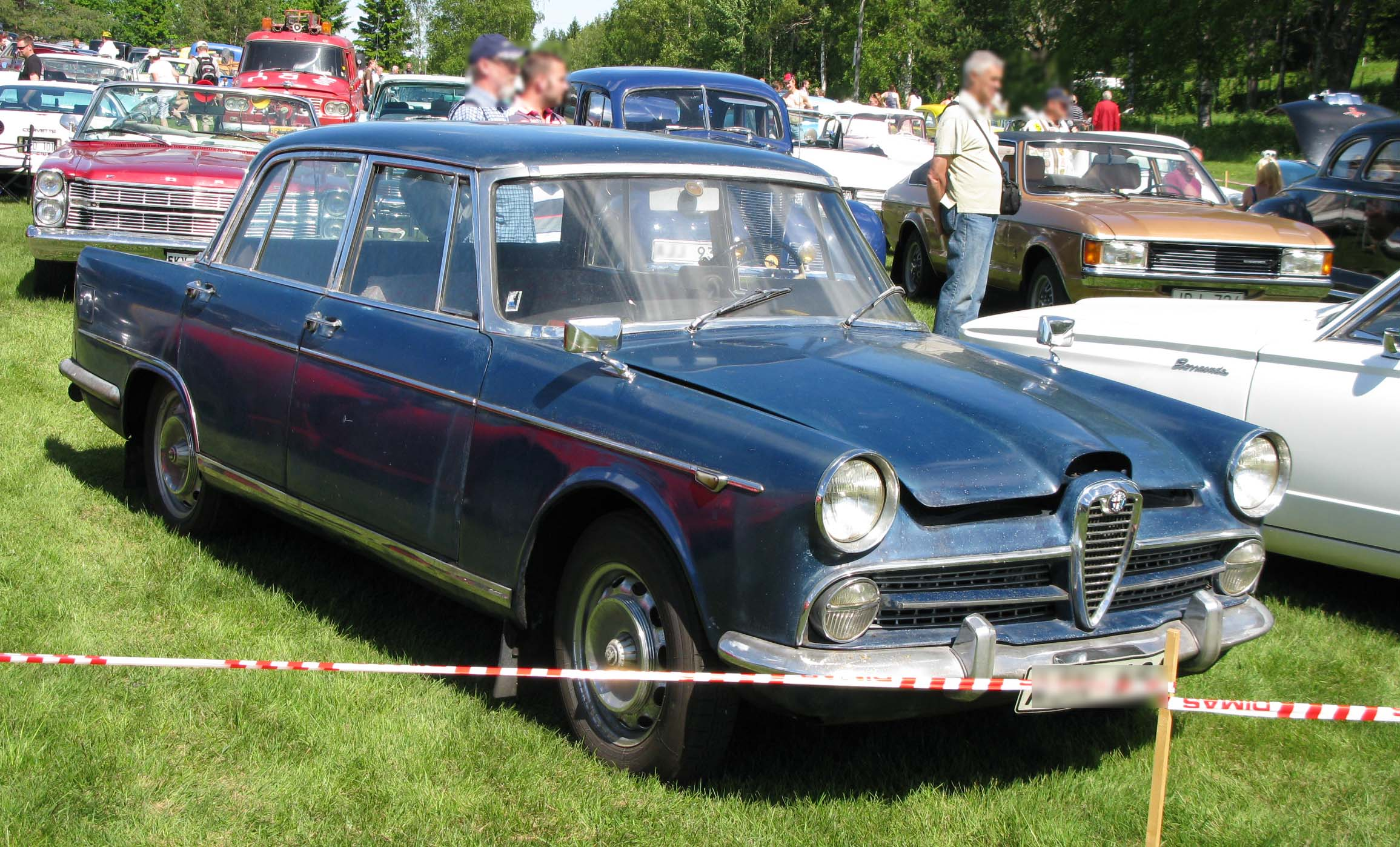
2000 Berlina вид спереди.
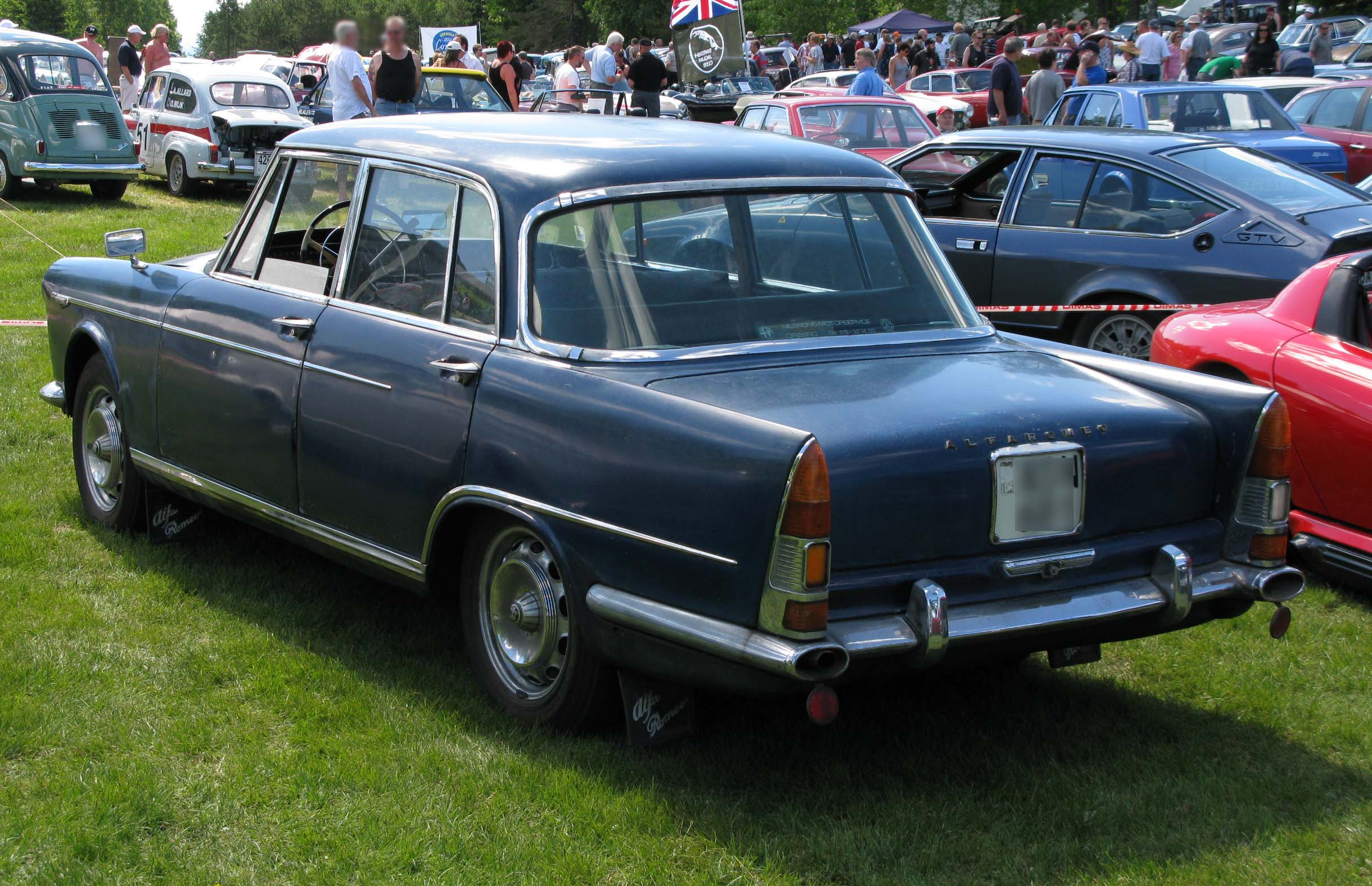
2000 Berlina вид сзади.
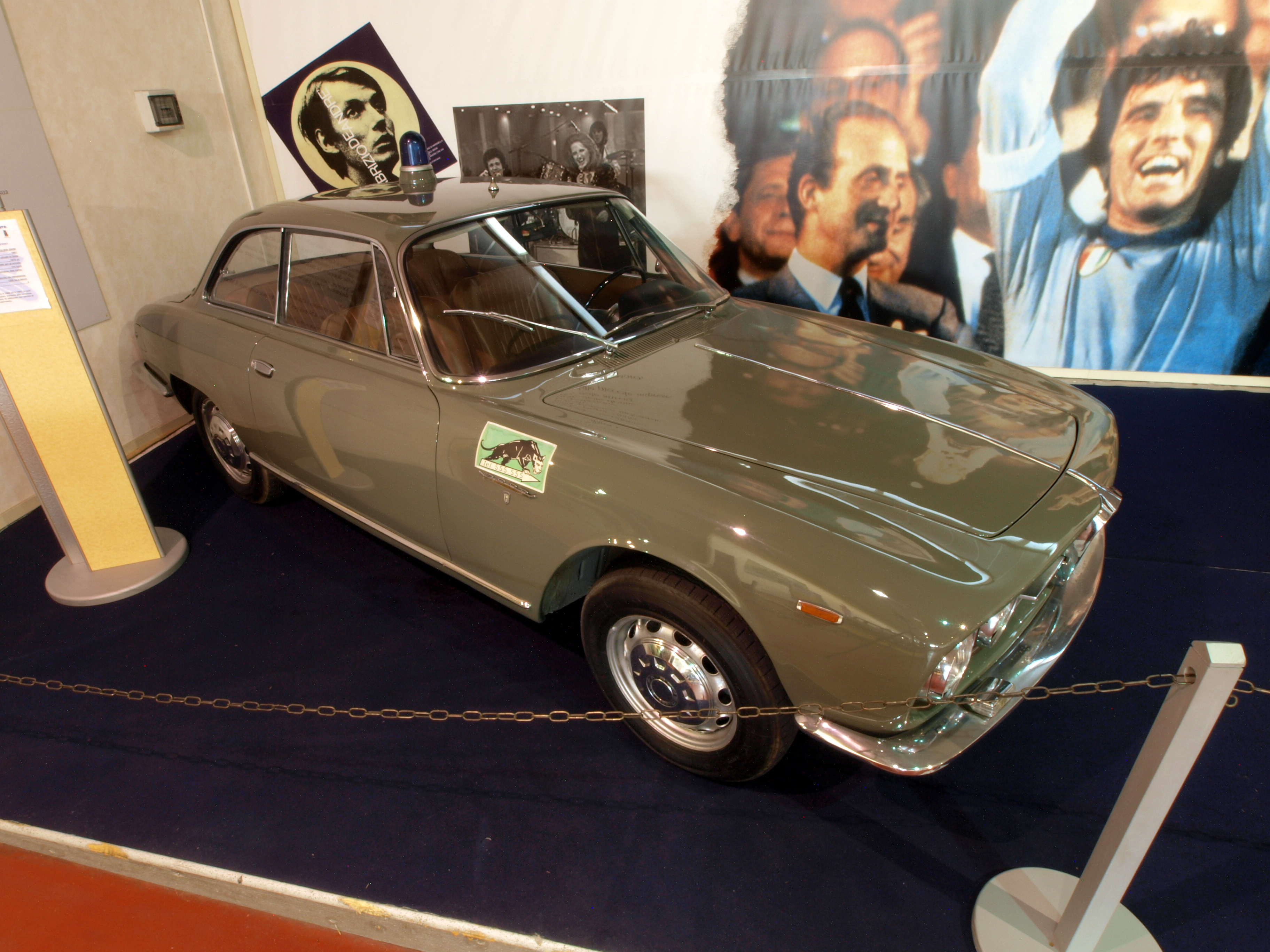
2000 Sprint "Pantera" (Polizia di Stato)

## Двигатели
| Модель          | Объём        | Компрессия | Мощность  | Макс. скорость |
| --------------- | ------------ | ---------- | --------- | -------------- |
| Berlina         | 1,975 куб.см | 8.25:1     | 110 л. с. | 160 км/ч       |
| Spider & Sprint | 1,975 куб.см | 8.5:1      | 115 л. с. | 180 км/ч       |

## FNM 2000

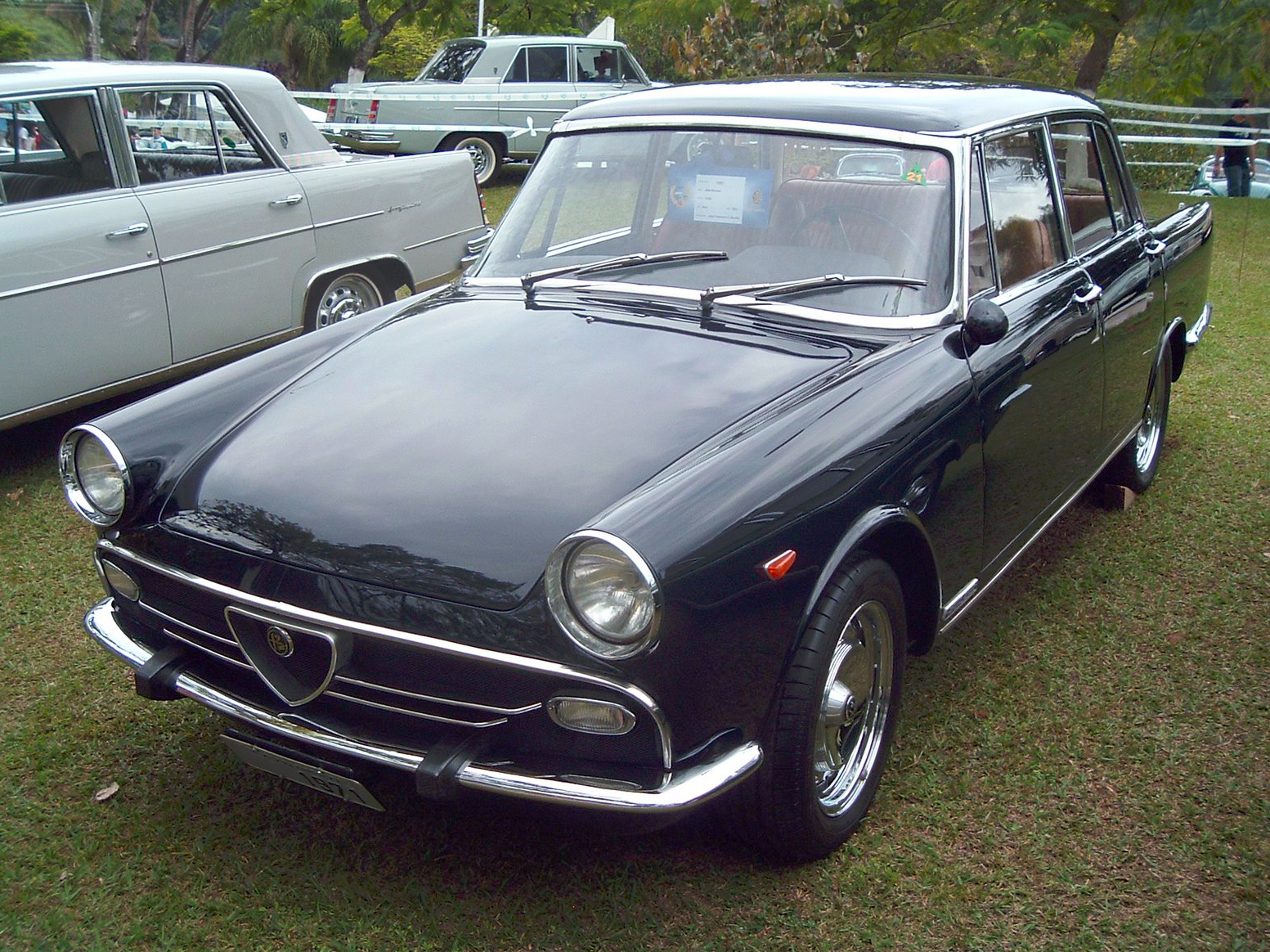
1971 (рестайлинговая) FNM Alfa Romeo 2150

Бразильский вариант 2000 производился с 1960 по 1968 годы на Fábrica Nacional de Motores. Она имела тот же 1975 см³ двигатель, выдающий 95 л. с. (70 кВт). Автомобиль получил имя FNM «JK», где JK означало имя президента Бразилии Жуселину Кубичек, но потом оно было изменено на FNM 2000.
В 1966 году были представлены другие модели. Купе «Onça» и «2000 TiMB» (Turismo Internazionale Modello Brasile), которые выдавали 160 л. с. (118 кВт). TiMB имел плоский капот в сочетании с разделённым передним бампером, необходимым для размещения ниже центральной решётки Alfa Romeo.
FNM 2000 была заменена на FNM 2150 в 1969 году. Модель получила улучшенный двигатель и обновлённый дизайн, используя плоский капот с версии TiMB. В 1971 году 2150 получила рестайлинг, получив традиционную для Alfa Romeo решётку радиатора и единый бампер. В 1974 году аналог Alfa Romeo Alfetta — FNM Alfa Romeo 2300 «Rio» заменила 2150. Данная версия всё ещё основывалась на старой Alfa Romeo 1900, несмотря на то, что выглядела как новая Alfetta.